# Chileotaxus sans
Genre
Espèce
Chileotaxus sans, unique représentant du genre Chileotaxus, est une espèce d'araignées aranéomorphes de la famille des Physoglenidae.

## Distribution
Cette espèce est endémique du Chili. Elle se rencontre dans les régions de Biobío, d'Araucanie, de Los Ríos et de Los Lagos.

## Description
Le mâle holotype mesure 2,25 mm et la femelle paratype 1,99 mm.

## Publication originale
- Forster, Platnick & Coddington, 1990 : A proposal and review of the spider family Synotaxidae (Araneae, Araneoidea), with notes on theridiid interrelationships. Bulletin of the American Museum of Natural History, no 193, p. 1-116 (texte intégral).